# Escherichia coli O157:H7
Az Escherichia coli O157:H7 patogén Escherichia coli-törzs. Leginkább nyers élelmiszereken keresztül adható tovább, ételmérgezést okozhat. A termelt shigatoxin miatt az okozott fertőzések véres hasmenéshez és vesebetegséghez vezethetnek, öt éven aluli gyermekeknél, időseknél és gyenge immunrendszerűeknél halálesetekől is beszámoltak. Faeco-orális terjedés jellemzi, a legtöbben nyers zöldségek, elégtelenül megfőtt hús vagy nyers tej fogyasztása következtében betegedtek meg.

## Tünetek
A fertőzés általában súlyos, akut véres hasmenéssel, továbbá alhasi fájdalommal kezdődik, láz nem jellemző, a gyógyulás rendszerint 5-10 napot vesz igénybe. Tünetmentes is lehet.
Öt év alatti gyermekekben, gyenge immmunrendszerűekben és idősekben vörösvértest-károsodással és vesebetegséggel járó hemolitikus urémiás szindrómát okozhat, amely az Egyesült Államokban élő gyermekeknél az akut veseleállás fő oka.

## Jellemzés

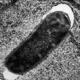
E. coli O157:H7

A faj többi törzséhez hasonlóan az O157:H7 is Gram-negatív és oxidáz-negatív, jelentős különbség azonban, hogy nem képes fermentálni a szorbitot. 
Minden eddig elemzett példány rendelkezett a p0157 plazmiddal.